# 罗天婵
罗天婵（1934年—）女，祖籍广东梅县，客家人，生于广东韶关，中华人民共和国抒情女中音歌唱家。

## 生平
1934年罗天婵生于广东韶关，自幼喜爱音乐。1950年考入广州师范幼儿示范科，学习钢琴演奏和声乐演唱，在校期间经常登台演唱。1953年考入中央歌舞团合唱队声乐专修班，先后师从杨金岚、孙家馨、魏启贤、张利娟等歌唱家和声乐教授，后取得文学学士学位。毕业后留中央歌舞团合唱队及中央乐团独唱组任首席女中音独唱演员。
1956年8月，在全国音乐周中，担任大型合唱《红军根据地》的主要领唱和留学生作品专场音乐会的女中音独唱。文革结束后，她演唱了作曲家施光南创作的抒情歌曲《打起手鼓唱起歌》，成为经典名曲。1978年，罗天婵随团到海南岛慰问部队，同行的施光南又带去一首刚完成的作品《吐鲁番的葡萄熟了》，向罗天婵征求意见。回到北京后，施光南根据罗天婵的建议修改了此歌，邀罗天婵首唱。施光南的另一首经典歌曲《祝酒歌》是在粉碎“四人帮”后不久写成，并分别给罗天婵和中央歌剧院女中音歌唱家苏凤娟试唱，李光羲无意中在同事苏凤娟处见到此歌，很快把它唱红，成为李光羲的保留曲目。
1986年，罗天婵参加“世界名曲大汇唱”。同年，在第二届全国青年歌手电视大奖赛中首次担任美声唱法的女中音评委。1999年，参加大型电视音乐会《光荣与梦想——共和国的歌》的录制。2000年出演大型交响清唱剧《江姐》中的双枪老太婆。2003年在中国中央电视台《名家教歌》栏目中为其首唱曲目《打起手鼓唱起歌》、《吐鲁番的葡萄熟了》录制声乐教育片。2005年应邀参加《永恒的旋律——名家名歌广东演唱会》演出。她曾多次随中国艺术团访问加拿大、美国、印度、日本、泰国、墨西哥、菲律宾、马来西亚、新加坡及香港、澳门地区。
罗天婵是第七至十届全国政协委员。

## 作品
罗天婵的代表曲目有《打起手鼓唱起歌》、《吐鲁番的葡萄熟了》、《阿佤人民唱新歌》、《一个黑人姑娘在歌唱》、《歌唱农村新面貌》（广东南音）、《补衣歌》、《加米拉之歌》、《向北京致敬》、《母爱之歌》、《克拉玛依之歌》、《胡茄十八拍》、《摇篮曲》、《孤独的牧羊人》、《五木催眠歌》、《五彩缤纷》、《哈巴涅拉舞曲》等。她还为许多电影制片厂配录过影视插曲，如《思乡曲》、《湘累》、《春光好》等。